# 73 (liczba)
73 (siedemdziesiąt trzy) – liczba naturalna następująca po 72 i poprzedzająca 74.

## 73 w matematyce
- 73 jest 21. liczbą pierwszą, poprzednia to 71, liczbą bliźniaczą do 71.
- 73 jest największym minimalnym pierwiastkiem pierwotnym z pierwszych 100000 liczb pierwszych.
- Każda liczba naturalna może być zapisana jako suma 73 lub mniej szóstych potęg. (zob. Problem Waringa)
- Liczba lustrzana 73, 21. liczby pierwszej to 37, 12. liczba pierwsza. 21 to iloczyn 7 i 3. Zapis binarny 21 to 10101, a 73 to 1001001, oba to palindromy. Spośród 7 cyfr zapisu binarnego 73, są 3 jedynki.
- Wśród liczb mniejszych od 10 000 000, liczby które są k-tą liczbą pierwszą, a ich liczby lustrzane są (liczbą lustrzaną z k)-tą liczbą pierwszą, a ich zapis binarny jest palindromem to 5,7,3,73.

## 73 w nauce
- liczba atomowa tantalu
- obiekt na niebie Messier 73
- galaktyka NGC 73
- planetoida (73) Klytia

## 73 w kalendarzu
73. dniem w roku jest 14 marca (w latach przestępnych jest to 13 marca). Zobacz też co wydarzyło się w roku 73.

## 73 wśród kierowców i krótkofalowców
Liczba 73 używana w slangu krótkofalowców i kierowców używających CB radia oznacza pozdrowienie.